# Stelle principali della costellazione dell'Ottante
Segue un prospetto delle stelle principali della costellazione dell'Ottante, elencate per magnitudine decrescente.